# Xavier de Maistre
Xavier de Maistre (1973. október 22. –) francia hárfaművész.

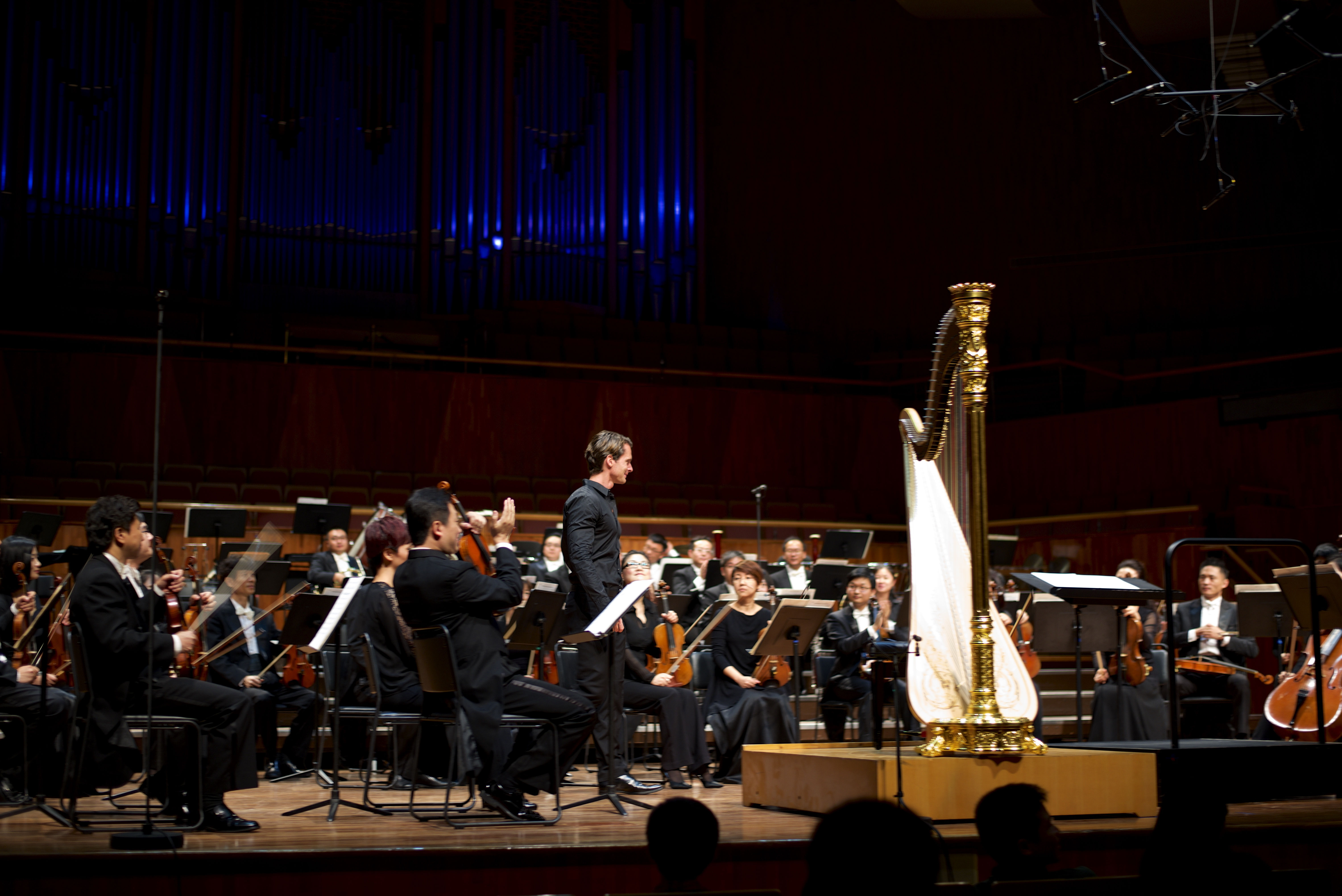
Xavier de Maistre egy koncerten

## Élete

### Magánélete
Maistre 1973. október 22-én született Franciaországban. Nős, egy kislány édesapja. Még mindig Franciaországban él, bár fellépései miatt sokat utazik.

### Tanulmányok
Maistre kilencévesen kezdett hárfát tanulni szülővárosában, Toulonban, a konzervatóriumban. Később Párizsba utazott, hogy tökéletesítse a játékát Jacqueline Borot és Catherine Michel segítségével. Ezzel párhuzamosan tanulmányokat folytatott a londoni London School of Economicsban, ahol politika- és gazdaságtudományt tanult.

### Karrier
Tizenhat évesen Maistre megnyerte első nemzetközi versenyét Párizsban, majd díjat nyert a Cardiffban, Münchenben, Bécsben és Jeruzsálemben megrendezett nemzetközi versenyen. 1998-ban az USA Nemzetközi Hárfaversenyén első díjat nyerte el. Még ugyanabban az évben Maistre lett az első francia zenész, aki csatlakozott a tekintélyes Bécsi Filharmonikusokhoz.
Szólistaként Maistre számos zenekarral szerepelt, többek között olyan kiváló karmesterek vezényletével, mint Riccardo Muti, Daniele Gatti, Sir Simon Rattle, Sir André Prévin, Heinrich Schiff, Antoni Ros-Marbà, Bertrand de Billy, Walter Weller, Gilbert Varga, Josep Pons és Philippe Jordan. Ő az első hárfaművész, aki szólistaként szerepelt a Bécsi Filharmonikusok  koncertjén, 2002 májusában.
Maistre Európa számos vezető fesztiváljára is meghívást kapott, köztük a schleswig-holsteini, salzburgi, rheingaui, bécsi és verbier-i Fesztiválra, a Budapesti Tavaszi Fesztiválra és a Würzburgi Mozart Fesztiválra egyaránt. Fellépett Kathleen Battle-lel, Ingolf Turbannal, Anne Gastinellel, Diana Damrauval és Barbara Bonney-val; emellett színészekkel együtt is szerepelt, például Peter Simonischekkel és Andrea Jonassonnal.
A Bécsi Filharmonikus Zenekarral, Daniele Gatti karmesterrel 2009-ben lebonyolított turné egyik fénypontjaként Maistre szólistaként szerepelt az amszterdami Concertgebouw-ban, a Kölni Filharmonikusoknál és a Bécsi Konzerthaus-ban. A Théâtre des Champs-Élysées-ben az Orchestre National de France-szal is fellépett, Riccardo Muti vezetésével. Emellett fellépett a párizsi Operában, a Scalában, a hamburgi Musikhalleban és számos, a zenészvilág legjobbjainak tartott városokban és előadótermekben.
2017-ben a Hongkongi 13. Hárfa Világkongresszuson kiemelt szereplő volt és interjút adott a HarpPost blognak.

### Tanárként
Maistre 2001 óta tanít a Hamburgi Zeneakadémián. Emellett rendszeresen tart mesterkurzusokat a New York-i Juilliard School of Musicban, a tokiói Toho Egyetemen és a londoni Trinity College of Musicban.

## Fordítás
Ez a szócikk részben vagy egészben  a   Xavier de Maistre (harpist) című angol Wikipédia-szócikk ezen változatának fordításán alapul.  Az eredeti cikk szerkesztőit annak laptörténete sorolja fel. Ez a jelzés csupán a megfogalmazás eredetét és a szerzői jogokat jelzi, nem szolgál a cikkben szereplő információk forrásmegjelöléseként.